# ムカシトカゲ目
ムカシトカゲ目 （ムカシトカゲもく：Sphenodontia）は爬虫綱の目の一つであり、現生種はムカシトカゲ属1属2種のみからなる。現生爬虫類の4つの目の中では最小のグループである。ムカシトカゲが属していた目はかつては喙頭目（かいとうもく：Rhynchocephalia）と呼ばれていた。しかし、ムカシトカゲ目は喙頭目の異名というわけではなく、むしろ別のものである。詳細は後述。

## 概要
現生種として生き残っているのはニュージーランドのムカシトカゲのみであり、典型的な陸生小型爬虫類という姿は昔から変わらない。しかし一部には、海生に適応したもの、草食性に適応したものなど、幅広い多様性を持っていたことがわかっている。
下側頭弓はどうやら基本的には不完全であったようで原始的な種では隙間が出来ているが、ムカシトカゲなどでは二次的に完全な弓を形成している。下側頭弓が不完全な者でも有鱗目のように方形骨を可動性にした者はいない。

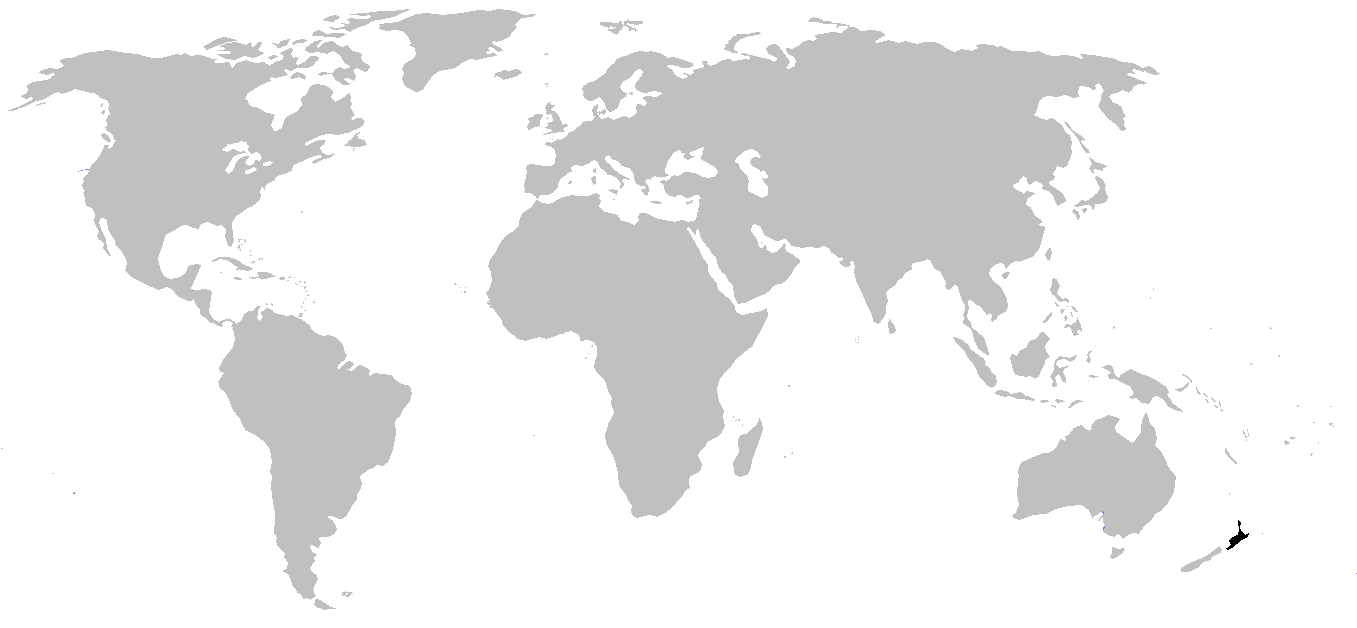
現在の分布

彼らが保持する形質として、多くの場合椎骨が両凹型であり、脊索が残存することが挙げられる。椎骨の前端・後端両方が杯状にくぼんでいる両凹型の椎骨は、有羊膜類が初めて現れたときにもっていた椎骨であり、その後に前後のどちらか一方が凸型となって椎骨同士が強固に連結される前凹型・後凹型の椎骨を持つグループに進化した。現生の有羊膜類で両凹型の椎骨をいまだに持っているのはムカシトカゲのみである。なお、尾椎には自切面を持つものが多く、生存時には一部のトカゲ類（有鱗目に属する真のトカゲ）のように尾を自切することが出来たと考えられている。
かつてはこの群がもつ共有形質として端生歯生であることが挙げられていたが、端生歯はトカゲ類など他の分類群にも見られるのでこの目独自の特徴とは言えない。また、化石記録ではこの目の原始的な者では槽生歯生の者がいたことが判明しており、端生歯生はこの目が分化した後に他の群とは別に独自に獲得した形質であると考えられている。

## 歴史

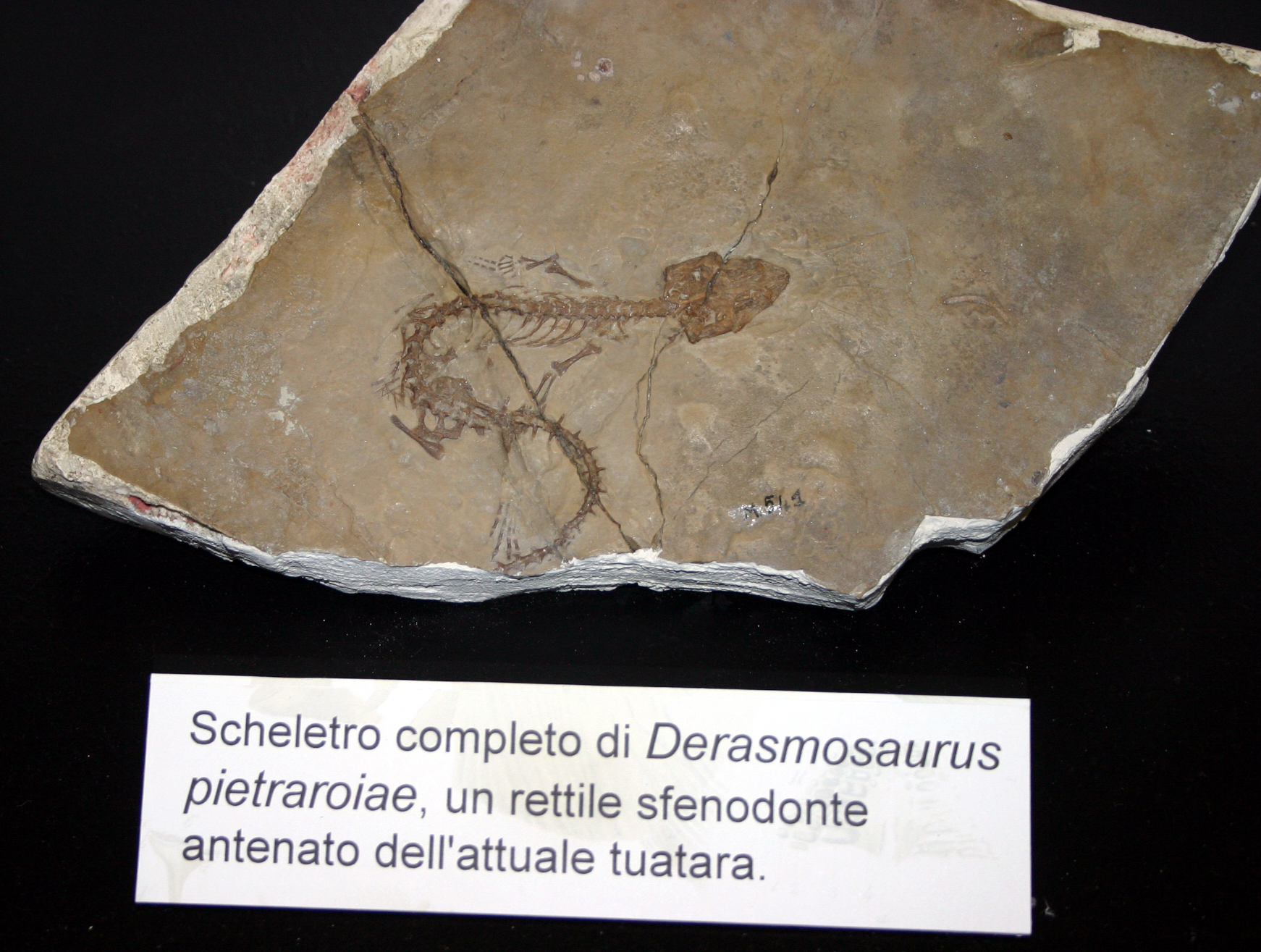
Derasmosaurus　白亜紀前期

この目のはっきりした記録で最古のものは三畳紀後期であるとされているが、南アフリカから産出した端生歯付きの顎片 (Palacrodon ) がこの目のものであるとされるならば、三畳紀前期にまで遡ることが出来る。
その後ジュラ紀から白亜紀にかけて多様性を増した。とくにジュラ紀に現れたプレウロサウルス類は、完全に海生に適応したグループであり、非常に長く伸びた胴体とそれ以上に伸びた尾、短縮した四肢を持っていた。
他の多くの爬虫類と同じく、中生代をその発展のピークとして衰退した。白亜紀以降、新生代に入ってからは現生にいたるまでの化石は発見されていない。

## 名称
ムカシトカゲが属する目は永らく喙頭目 (Rhynchocephalia) と呼ばれてきた。ムカシトカゲ目は喙頭目の別名と考える立場もあるが、ここでいうムカシトカゲ目と喙頭目の包括する範囲は必ずしも同じものではない。
1831年に欧米の学者に知られるようになったムカシトカゲが、実は通常のトカゲの仲間ではなく独自の目に属する特別な動物である、と気づいたのは大英博物館のアルベルト・ギュンターであった。1867年、ギュンターは上顎骨と前顎骨の間に切れ込みが入り前顎骨が嘴状になるという特徴から、その目を喙頭目（Rhynchocephalia：rhynchos=嘴(喙)・cephale=頭）と名付けた。
喙頭目には現生のムカシトカゲ以外にも化石種が含まれ、その最も有名な物がアフリカや南アメリカから豊富に出土するリンコサウルス類と呼ばれる一群であった。リンコサウルス（Rhynchosaurus：rhynchos=嘴(喙)・sauros=トカゲ）もその名の通り、嘴状の吻端を持つ動物であった。このリンコサウルス類は長い間ムカシトカゲと一緒に喙頭目の代表的動物として紹介されてきた。
しかし1969年、O. クーン (Oskar Kuhn) の指摘によりリンコサウルス類はムカシトカゲとは全く異なる主竜類に属する系統の動物であることが判明した。クーンはそれまで喙頭目とされてきた分類群を2つに分割し、それぞれムカシトカゲ目 (Sphenodontia) とリンコサウルス目 (Rhynchosauria) とした。そしてこの見解は他の多くの研究者からも支持を受け、少なくともリンコサウルス類をムカシトカゲ類とは別の分類群に置くという点では異論なく受け入れられている。
ここで、「喙頭目からリンコサウルス類を分離した」として喙頭目という名称が存続させられる見解もあるが、この事実を指摘したクーン自身がムカシトカゲが属する目に喙頭目という名を引き継がせずにムカシトカゲ目という名称を採用したことや、リンコサウルス類はあまりにも喙頭目の代表種としての印象が強かったためムカシトカゲとリンコサウルスが別群であるということを明確にするという意味からも、現在では喙頭目ではなくムカシトカゲ目という呼称がよく使われるようになってきている。
"Sphenodontia" という名称は1925年、S. W. ウィリストン (Samuel Wendell Williston) によってこの目唯一の現生種ムカシトカゲの学名Sphenodon から作られた。それとは別に、"Sphenodontia" の代わりに "Sphenodontida" というよく似た名称が使われる場合もある。日本語ではどちらとも「ムカシトカゲ目」と訳されてしまうが、"Sphenodontia" は1925年に提唱された名称であるのに対し、"Sphenodontida" はR. エステス (R. Estes) によって1983年に提唱されたものである。厳密に言えば現行の国際動物命名規約では目の名称については先取権の原則が必ずしも適用されないのでエステスの"Sphenodontida" は無効であるとは言えないが、多くの研究者はより古い名称である "Sphenodontia" を使う傾向が強い。

## 分類
ムカシトカゲ目は双弓亜綱鱗竜形下綱に属する。同じく鱗竜形下綱の有鱗目と姉妹群を形成し、主竜形下綱に属するワニ目や恐竜類、リンコサウルス目などとは類縁が遠い。
ムカシトカゲ目の分類については、これを独立させたクーンが整理したものがよく知られていたが、その後の新たな化石証拠の度重なる発見によりグループ内の分類体系の研究も大いに進んだ。ここでは主に Wu (1994), Evans et al. (2001), and Apesteguia & Novas (2003)
の体系に従った分類体系を採用しているが、この体系の確実性を保証するものではない。
以下の属において、Sphenodon （ムカシトカゲ）以外は全て絶滅種である。

### ゲフィロサウルス科 Gephyrosauridae
下側頭弓は不完全であり、方形骨まで届かない。この目の他のグループではほとんど退化している涙骨がまだ存在している。このグループはムカシトカゲ類の特徴と有鱗目の特徴を併せ持つため、発見当初は所属について不明とされていた。
- Gephyrosaurus
- Diphydontosaurus
- Planocephalosaurus

### プレウロサウルス科 Pleurosauridae
ジュラ紀後期になって現れた、完全に海生に適応したグループ。身体は遊泳のため細長く伸長し、非常に長い胴体と、それ以上に長く伸びた尾を持つ。尾に自切面はない。四肢は胴部とは逆に短縮化しているが、骨格の構成自体は正常であり、他の海生爬虫類ではよく見られる指骨の退化・異常増加は見られない。外鼻孔は細長く伸びて眼窩のすぐ前方のかなり高い位置にまで達しており、ここにも水棲生活への適応が見られる。推進力は四肢ではなくその細長い身体の蛇行により得られていたと考えられている。
- Palaeopleurosaurus
- Pleurosaurus

### ムカシトカゲ科 Sphenodontidae
この目最大のグループであり、現生種ムカシトカゲを含む。おおむね小型・中型の陸生爬虫類という現生のトカゲ類に相当するような生態的地位を担っていたと考えられている。基本的には虫食性・肉食性だったが、エイレノドン亜科の仲間ではその歯列から植物食であった可能性が高いとされている。
- Colognathus
- Derasmosaurus
- Godavarisaurus
- Kawasphenodon
- Leptosaurus
- Pelecymela
- Piocormus
- Sigmala
- Theretairus
- Tingitana
- Rebbanasaurus

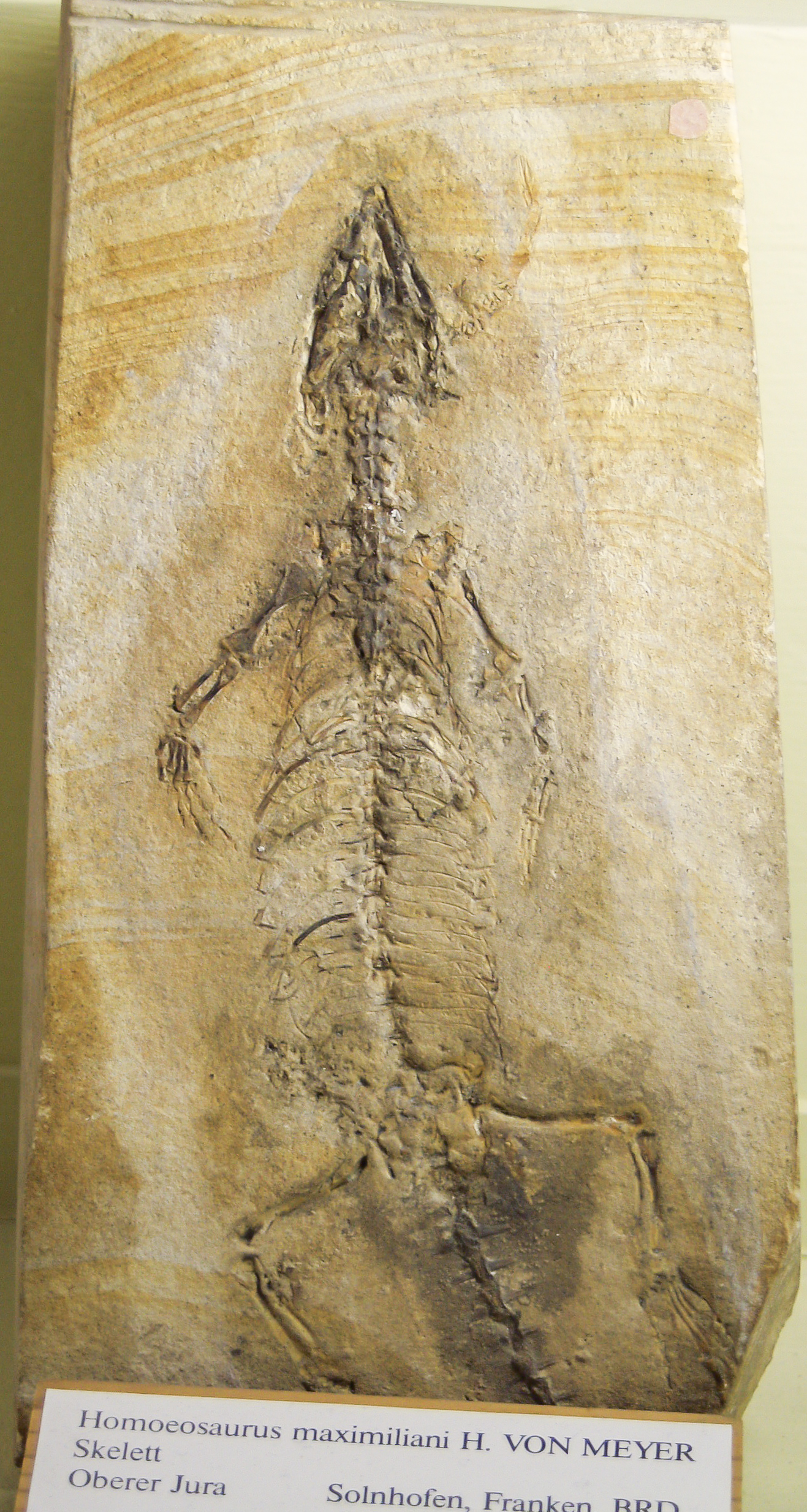
Homoeosaurus　ジュラ紀後期

- クレボサウルス亜科　Clevosaurinae　Wu, 1994
  - Polysphenodon
  - Brachyrhinodon
  - Clevosaurus
- ムカシトカゲ亜科　Sphenodontinae　Cope, 1869
  - Homoeosaurus
  - Kallimodon
  - Sapheosaurus
  - Ankylosphenodon
  - Pamizinsaurus
  - Zapatadon
  - Cynosphenodon
  - Sphenodon
  - Opisthias
- エイレノドン亜科　Eilenodontinae　Rasmussen et Callison, 1981
  - Toxolophosaurus
  - Priosphenodon
  - Eilenodon